# Udje
Udje este o localitate din comuna Grosuplje, Slovenia, cu o populație de 60 de locuitori.